# Estación Pardo
Pardo es una estación ferroviaria, ubicada en el Partido de Las Flores, en la Provincia de Buenos Aires.

## Servicios
Por sus vías corren trenes de carga de la empresa Ferrosur Roca.